# Drhtulja obična
Drhtulja obična (lat.Torpedo torpedo) riba je iz porodice drhtuljki. Ima nekoliko drugih naziva kod nas, kao što su devetopjegna drhtulja, drhtulja kolobarka te botun drhtulja. Ima plosnato tijelo, okruglog oblika, debeli rep i veliku repnu peraju, kao i ostale drhtulje. Koža joj je glatka, smeđe boje koja se prelijeva ka boji cigle s mnoštvom svjetlijih pjegica na gornjem dijelu tijela. Trbuh joj je bijel. Najkarakterističnije obilježje na tijelu su velike, smeđe, skoro crne pjege po leđima. Ima ih točno devet, tri prednje su nešto manje, a stražnjih šest je veće. Hrani se ribama i račićima, hvatajući ih tako da ih paralizira elektricitetom koji ispušta. Električna pražnjenja mogu imati napon i do 200 V. Mužjaci narastu do 60 cm, a ženke su manje i narastu do 41 cm. Živi na muljevitom i pjeskovitom dnu, najčešće na dubinama do 70 m iako znaju biti i dublje, do 400 m. Rasprostranjena je u Mediteranu, i Atlantiku od Biskajskog zaljeva pa južno do Angole, a najčešća je u tropskom pojasu.

## Vanjske poveznice
|  | Wikivrste imaju podatke o taksonu Drhtulja obična |